# Twigger
Twigger — компьютерная игра в жанре аркады с элементами стратегии, разработанная и изданная российской компанией Nikita в 1996 году для платформы Windows 95. Игра является развитием концепции классической игры Digger, дополненной новыми игровыми механиками. Действие игры происходит в подземном мире, где игрок управляет персонажем-кротом. Цель игрока — уничтожить всех вражеских кротов на каждом уровне, используя различные стратегии. Игровой процесс включает сбор ресурсов, откладывание яиц для создания новых кротов-бойцов и сражения с противниками. Игра имеет как однопользовательский, так и многопользовательский режимы.
Игра получила в целом положительные отзывы от российской и зарубежной игровой прессы. Критики высоко оценили игровой процесс, удачно сочетающий элементы аркады и стратегии, а также юмористический стиль игры. Обозреватели отмечали качественное музыкальное сопровождение, забавные видеовставки и возможность совместной игры. Однако некоторые рецензенты указывали на ряд недостатков, таких как высокие системные требования, отсутствие настройки сложности и невозможность сохранения игры.

## Игровой процесс

Скриншот уровня из игры с игровым процессом против компьютера. Игрок начинает в правом нижнем углу, а компьютерный противник — в левом верхнем. По уровню разложены морковки, которые можно собирать для восполнения энергии для дальнейшей откладки яиц. Лежит одно большое яйцо, которое вот-вот вылупится, оно отложено персонажем игрока. По тоннелям, вырытым игроком, бегают кроты армии игрока

Twigger — компьютерная игра в жанре аркады с элементами стратегии, разработанная российской компанией Nikita в 1996 году. Игрок управляет персонажем-кротом, который перемещается на «кротоходе», собирает морковки для увеличения энергии, стреляет по врагам и может откладывать яйца. Из яиц вылупляются новые кроты, которые со временем вырастают и становятся более сильными бойцами. Игра состоит из 21 уровня, в каждом из которых необходимо уничтожить всех вражеских кротов. После того, как погибнут главные кроты враждующих сторон, за победу сражаются их потомки. В игре присутствуют как однопользовательский, так и многопользовательский режимы.

## Разработка
Игра Twigger разрабатывалась компанией Nikita в течение 1996 года. Первоначально проект задумывался как эксперимент программиста Ивана Скрипкина по освоению объектно-ориентированного программирования с использованием спрайтов из игры Digger. Идея превратить код в полноценную игру появилась после того, как разработчики решили добавить возможность многопользовательской игры за двух «диггеров». Дальнейшим развитием концепции стало введение элементов стратегии — возможности «размножения» диггеров с помощью откладывания и вылупления яиц.
Сеттинг игры сформировался на основе образа диггера как «злобного агрессивного крота». Художник Евгений Агишев разработал дизайн кротов-военных в сатирическом стиле. В разговоре про связь игры Twigger с генералом Лебедем Олег Костин пояснил, что никакой прямой связи и отсылок не было. Однако многие игроки видели сходство между персонажем игры, «типичным военным», и известным генералом Лебедем из-за нескольких похожих фраз. Разработчики, по своим словам, «лепили» собирательный образ военного, а не конкретного человека. Сходство получилось случайным, но дополнительно привлекло внимание к игре.
Между уровнями были добавлены юмористические вставки и диалоги. Для создания звуковых эффектов использовались необычные методы, вроде пережёвывания сырого картофеля композитором Александром Чистяковым. Изначально предполагалось, что Twigger станет небольшим «довеском» к другим играм компании, но по мере разработки стало ясно, что проект вырос в самостоятельный полноценный продукт. Игра разрабатывалась без жёстких сроков, общее время работы над ней составило около 9 месяцев.
По словам разработчиков, им позвонили из Центра управления полётами в Королёве и поинтересовались, есть ли у них игра, в которую космонавты могли бы поиграть на орбите. Как раз в это время вышла Twigger в железной коробке, которая хорошо подходила для отправки на орбиту и, к тому же, позволяла играть вдвоём. Разработчики предоставили игру, которая затем была отправлена на станцию «Мир» в сентябре 1997 года на шаттле «Атлантис».

## Критика
| Иноязычные издания    | Иноязычные издания |
| Издание               | Оценка             |
| --------------------- | ------------------ |
| CD-Action             | 6 из 10            |
| Power Unlimited       | 8 из 10            |
| Русскоязычные издания |                    |
| Издание               | Оценка             |
| Магазин игрушек       | 100 %              |
| PRO Игры              | 100 %              |

По мнению Х. Мотолога из «Магазина игрушек», игра Twigger успешно развивает идеи классического Digger, добавляя стратегические элементы откладывания яиц и воспитания новых поколений бойцов. Критик отметил высокое качество музыки и юмор в видеозаставках, а также зоологические несоответствия образа главного героя-крота, способного откладывать яйца. Однако, автор также выразил сожаление, что Twigger доступна только для платформы Windows 95, что, по его мнению, может ограничить аудиторию. Аркадий Солнцев из журнала «PRO Игры» также отметил что игра продолжает традиции классических аркад. Критик особо выделил возможность совместной игры как по сети, так и за одной клавиатурой, что, как он считает, добавляло элементы веселья и соперничества. Солнцев высоко оценил качество мультиков, включая трёхмерный вступительный ролик и юмористическую озвучку.
Евгений Беляков и Вадим Серегин из CD-ROM Review позитивно оценили игру. Они отметили, что, на их взгляд, игра вышла очень своевременно и удачно соединила элементы аркадного и стратегического жанров. Авторы высоко оценили игровой процесс, разнообразие стратегий, хорошую графику и звук. Они предположили, что разработчики могут выпускать новые уровни, так как игровая механика это позволяет. В то же время рецензенты указали и на некоторые проблемы: по их словам, игра не очень подходит для офисного использования из-за больших системных требований. Также они посетовали на отсутствие настройки сложности компьютерного противника и невозможность сохранения игры.
Обозреватель польского журнала PC-Action отметил, что замысел игры, возможно, и был благородным в виде антимилитаристского гротеска, но, на его взгляд, исполнение оставляет желать лучшего. По его мнению, игра не лишена интереса и даже может увлечь, но слишком быстро надоедает. Критик предположил, что, возможно, он «недостаточно проницателен, чтобы оценить тонкости русского юмора», но эта игра ему просто «не заходит». В британском журнале PC Gamer обозреватель Стив Фарагер положительно отозвался об игре. По его словам, игра стала для редакции приятным сюрпризом и развлечением, скрасившим рутинную работу. Фарагер писал, что вступительная заставка с кротом-парашютистом, десантирующимся на линию фронта, показалась им невероятно смешной. Сама игра также была оценена положительно — как очень простая, но увлекательная. Марку из датского журнала Power Unlimited понравился игровой процесс с добавлением «танков-несушек», собирающих морковь и откладывающих яйца, из которых вылупляются помощники. Несмотря на невысокие оценки графики, звука и оригинальности, игра получила высокий балл за увлекательность и была рекомендована к покупке за свою цену.